# Magliano in Toscana
Magliano in Toscana este o comună în provincia Grosseto, în regiunea italiană Toscana, localizată  la aproximativ 130 km sud de Florența și aproximativ 25 km sud-est de Grosseto. La 31 decembrie 2004 avea o populație de 3.747 și o suprafață de 251.3 km2.
Magliano in Toscana se învecinează cu următoarele localități: Grosseto, Manciano, Orbetello, Scansano.

## Demografie
Magliano in Toscana - evoluția demografică

|  | Graficele sunt indisponibile din cauza unor probleme tehnice. Mai multe informații se găsesc la Phabricator și la wiki-ul MediaWiki. |

Date: Recensăminte sau birourile de statistică - grafică realizată de Wikipedia